# العلاقات البالاوية النيجيرية
العلاقات البالاوية النيجيرية هي العلاقات الثنائية التي تجمع بين بالاو ونيجيريا.

## مقارنة بين البلدين
هذه مقارنة عامة ومرجعية للدولتين:
| وجه المقارنة                                              | بالاو                         | نيجيريا                     |
| --------------------------------------------------------- | ----------------------------- | --------------------------- |
| المساحة (كم2)                                             | 465                           | 923.77 ألف                  |
| عدد السكان (نسمة)                                         | 21.73 ألف                     | 190.89 مليون                |
| الكثافة السكانية (ن./كم²)                                 | 4.67 ألف                      | 206.64                      |
| العاصمة                                                   | نغيرولمود، كورور              | أبوجا، لاغوس                |
| اللغة الرسمية                                             | لغة إنجليزية، اللغة البالاوية | لغة إنجليزية، اللغة اليوربا |
| العملة                                                    | دولار أمريكي                  | نيرة نيجيرية                |
| الناتج المحلي الإجمالي (بليون دولار)                      | 291.54 مليون                  | 375.77 مليار                |
| الناتج المحلي الإجمالي (تعادل القوة الشرائية) بليون دولار | 326.12 مليون                  | 1.09 تريليون                |
| الناتج المحلي الإجمالي الاسمي للفرد دولار أمريكي          | 13.50 ألف                     | 2.64 ألف                    |
| الناتج المحلي الإجمالي للفرد دولار أمريكي                 | 14.76 ألف                     | 5.91 ألف                    |
| مؤشر التنمية البشرية                                      | 0.780                         | 0.514                       |
| رمز المكالمات الدولي                                      | +680                          | +234                        |
| رمز الإنترنت                                              | .pw                           | .ng                         |
| المنطقة الزمنية                                           | ت ع م+09:00                   | ت ع م+01:00                 |

## منظمات دولية مشتركة
يشترك البلدان في عضوية مجموعة من المنظمات الدولية، منها:
| علم المنظمة | اسم المنظمة                                 | تاريخ انضمام بالاو | تاريخ انضمام نيجيريا |
| ----------- | ------------------------------------------- | ------------------ | -------------------- |
|             | مجموعة دول أفريقيا والكاريبي والمحيط الهادئ | ?                  | ?                    |
|             | مؤسسة التنمية الدولية                       | 16 ديسمبر 1997     | 14 نوفمبر 1961       |
|             | الأمم المتحدة                               | 15 ديسمبر 1994     | 7 أكتوبر 1960        |
|             | البنك الدولي للإنشاء والتعمير               | 16 ديسمبر 1997     | 30 مارس 1961         |
|             | منظمة حظر الأسلحة الكيميائية                | ?                  | ?                    |
|             | مؤسسة التمويل الدولية                       | 16 ديسمبر 1997     | 30 مارس 1961         |
|             | وكالة ضمان الاستثمار متعدد الأطراف          | 16 ديسمبر 1997     | 12 أبريل 1988        |
|             | يونسكو                                      | 20 سبتمبر 1999     | 14 نوفمبر 1960       |

## وصلات خارجية
- موقع وزارة الخارجية النيجيرية